# 別れの時
「別れの時」(I've Had Enough)は、1978年にウイングスが発表した楽曲、及び同曲を収録したシングル。

## 解説
アルバム『ロンドン・タウン』からの第2弾シングルで、アルバムには8曲目に収録｡
B面「子供に光を」も『ロンドン・タウン』収録曲で、同曲はポール・マッカートニーとデニー・レインの共作であり、リード・ヴォーカルもレインが担当。レインのヴォーカル曲がウイングスのシングルに収録されるのは、「007 死ぬのは奴らだ」のB面「アイ・ライ・アラウンド」以来となる。

## 収録曲
- 別れの時 (I've Had Enough)
- 子供に光を (Deliver Your Children)